# Nacionalidad hondureña
La nacionalidad o ciudadanía hondureña es el vínculo jurídico que liga a una persona física con la República de Honduras y que le atribuye la condición de ciudadano. La ley de esta nacionalidad tiene un sistema dual que acepta los conceptos jurídicos romanos de ius soli y ius sanguinis.

## Adquisición
La nacionalidad hondureña se adquiere por nacimiento y por naturalización.
- Son hondureños por nacimiento:[1]

1. Los nacidos en el territorio de la República de Honduras (excepto los hijos de diplomáticos extranjeros).
2. Los nacidos en el extranjero de padre o madre hondureños por nacimiento, o cuando habiendo nacido uno de ellos en el extranjero, acredite su derecho de sangre, como hondureño por nacimiento.
3. Los nacidos a bordo de embarcaciones o aeronaves de guerra hondureñas, y los nacidos en naves mercantes que se encuentren en aguas territoriales de Honduras.
4. Los niños de padres desconocidos encontrados en el territorio de Honduras.

- Son hondureños por naturalización:[1]

1. Los centroamericanos por nacimiento que tengan un año de residencia en Honduras.
2. Los españoles e iberoamericanos por nacimiento que tengan dos años consecutivos de residencia en Honduras.
3. Los demás extranjeros que hayan residido en Honduras más de tres años consecutivos.
4. Los que obtengan la carta de naturalización decretada por el Congreso Nacional por servicios extraordinarios prestados a Honduras.
5. Los extranjeros que formando parte de grupos seleccionados traídos por el gobierno para fines científicos, agrícolas e industriales después de un año de residir en Honduras llenen los requisitos de Ley.
6. Los extranjeros que contraigan matrimonio con un ciudadano hondureño por nacimiento.

En los casos a que se refieren los puntos 1, 2, 3, 5 y 6, el solicitante debe renunciar previamente a su nacionalidad de origen (a menos que exista un tratado de doble nacionalidad entre Honduras y el otro país) y manifestar su deseo de optar a la ciudadanía hondureña ante la autoridad competente.

## Pérdida de la ciudadanía
La nacionalidad hondureña se pierde por:
- Naturalizarse en un país extranjero con el cual no exista un tratado de doble nacionalidad.
- Cancelación de la carta de naturalización, de conformidad con la ley.
- Prestar servicios en tiempo de guerra a enemigos de Honduras o sus aliados.
- Prestar ayuda en contra del Estado de Honduras, a un extranjero o a un gobierno extranjero en cualquier reclamación diplomática o ante un tribunal internacional.
- Desempeñar en Honduras, sin licencia del Congreso Nacional, empleo de nación extranjera, de la rama militar o de carácter político.
- Coartar la libertad de sufragio, adulterar documentos electorales o emplear medios fraudulentos para burlar la voluntad popular.
- Incitar, promover o apoyar el continuismo o la reelección del Presidente de la República.
- Residir los hondureños naturalizados, por más de dos años consecutivos, en el exterior sin previa autorización del Poder Ejecutivo.

## Restauración de la ciudadanía
La nacionalidad hondureña por nacimiento se recupera cuando el que la hubiere perdido se domicilie en Honduras y declare su voluntad de recuperarla.

## Doble nacionalidad
Un ciudadano hondureño que obtenga una nacionalidad extranjera, no perderá la hondureña si existe un tratado de doble nacionalidad con el otro país. En iguales circunstancias, no se le exigirá al extranjero que renuncie a su nacionalidad de origen.

## Requisitos de visado

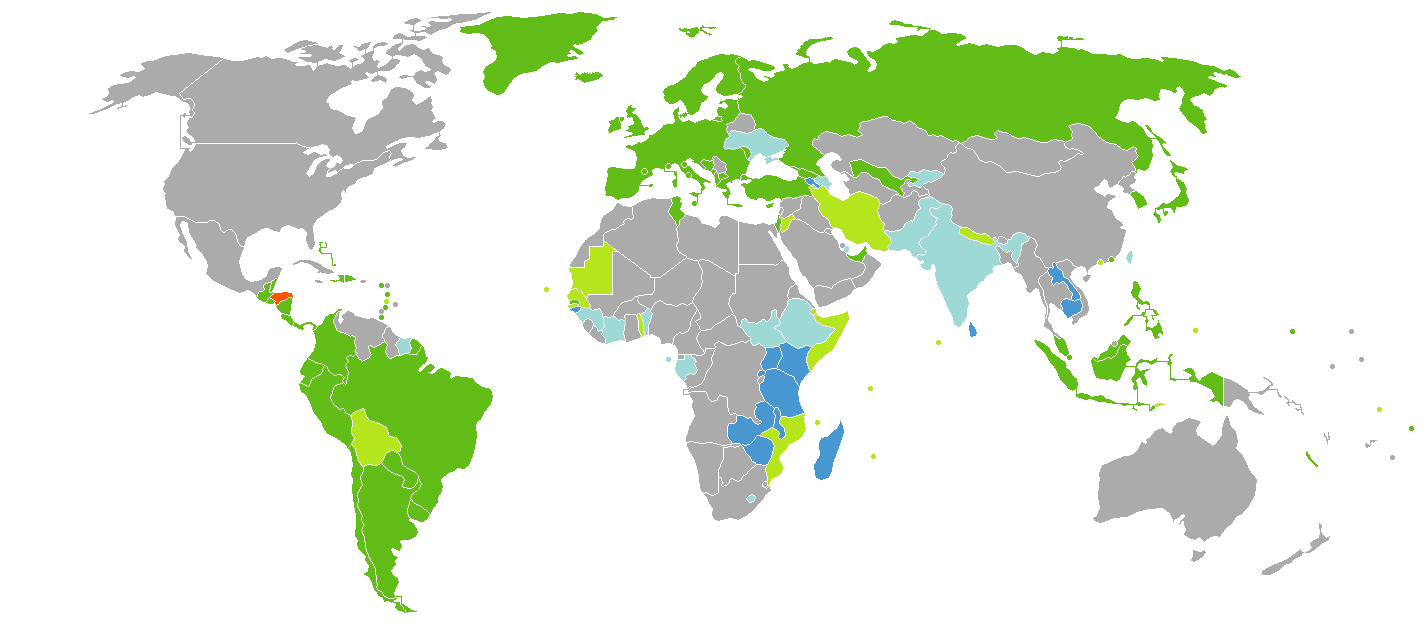
Honduras
No se requiere visa
Visa a la llegada
Visa disponible tanto a la llegada como en línea
Visa electrónica
Se requiere visa antes de la llegada

Los requisitos de visado para ciudadanos hondureños son las restricciones administrativas de entrada por parte de las autoridades de otros Estados a los ciudadanos de Honduras. En 2023, los ciudadanos hondureños tenían acceso sin visado o visa a la llegada a 133 países y territorios, clasificando al pasaporte hondureño en el 39.no lugar del mundo, según el Índice de restricciones de Visa.